# Zoo Kopenhagen
Koordinaten: 55° 40′ 22,1″ N, 12° 31′ 16,3″ O
Der Zoo Kopenhagen (dänisch København Zoo) wurde 1859 gegründet und ist damit der älteste Zoo Dänemarks und einer der ältesten Tiergärten in Europa. Er befindet sich in der von Kopenhagen umschlossenen Gemeinde Frederiksberg und beheimatete 2010 mehr als 3500 Tiere in 240 Arten. In dem Jahr waren dort 162 Mitarbeiter in Vollzeit beschäftigt und es wurden über 1,055 Mio. Besucher gezählt.

## Konzept
Der Park ist ein Geozoo, das heißt die Tierarten werden nicht nach ihren Familien und Klassen gehalten, sondern nach Herkunftsgebieten und Erdteilen. Besonders spezialisiert hat sich der Zoo auf die Haltung von nordländischen Tieren wie Bär, Wolf und Moschusochse. Weitere Attraktionen sind das Giraffenhaus, das Nachttierhaus The Living Night und der Tropical Zoo. Als einer von wenigen Zoos außerhalb Australiens bietet er die Möglichkeit, den Tasmanischen Teufel zu beobachten.
Mit den derzeit be- und entstehenden Neuanlagen gehört der Zoo zu den am besten ausgestatteten in Europa. Dazu ist der Garten einer der ältesten Zoos Europas, der 1859 im Schlosspark Frederiksberg Have gegründet wurde.

### Elefantenhaus
An der Nordseite, zum Schlosspark hin gelegen, wurde 2008 ein vom Architekturbüro Foster + Partners geplantes Elefantenhaus eröffnet. Die gesamte Anlage hat eine Fläche von über 10.000 m², davon nimmt die Außenanlage etwa 3300 m² ein. Diese ist vom Schlosspark durch ein Wasserbassin getrennt und für Parkbesucher einsehbar. Die Baukosten in Höhe von 280 Millionen Dänischen Kronen (etwa 37,5 Millionen Euro) wurden von verschiedenen Spendern, unter anderem vom dänischen Ferienfond, gespendet. Das Gebäude wird von sieben Asiatischen Elefanten bewohnt: Vom Altbullen Chieng Mai, den Kühen Jula und Winthida und den 2001 aus Thailand importierten Tonsak, Surin und Kungrao sowie dem 2013 geborenen Khao Sok. Seine Eltern sind Chang Mai und Kungrao, er wurde nach einem thailändischen Nationalpark benannt.

## Geschichte
Der Zoo entstand aufgrund einer Initiative des dänischen Ornithologen Niels Kjærbølling. Nach einem Besuch des Berliner Zoos im Jahr 1851 war er fest entschlossen, eine solche Einrichtung auch in Kopenhagen zu schaffen, das hinter anderen europäischen Hauptstädten mit einem Zoologischen Garten nicht zurückstehen sollte. Er konnte König Frederik VII. für die Idee gewinnen. Kjærbølling wurde der Sommergarten „Prinsess Vilhelmines Have“ (der Garten der Prinzessin Vilhelmine) durch die Kopenhagener Verwaltung überlassen. Am 20. September 1859 öffnete der Zoo seine Pforten.
Die Tiere, welche die Besucher bei Eröffnung sehen konnten, waren Adler, Hühner, Enten, Eulen, Kaninchen, ein Fuchs, eine Robbe in einer Badewanne und eine Schildkröte in einer Wanne. In seinen frühen Jahren konzentrierte sich der Zoo auf das Zeigen vieler verschiedener Tierarten. Als später der Gedanke des Wohlbefindens der Tiere in den Fokus rückte, wurde diese Vielfalt reduziert und mehr Raum pro Tier geschaffen. Außer den lebenden Tieren konnten sich die Besucher auch die private Sammlung ausgestopfter Vögel des Ornithologen ansehen, welcher mit der Leitung des Zoos betraut worden war.
Der Zoo ist in Deutschland auch bekannt als Handlungsort und Hintergrund des beliebten Kinderbuchs Pinguin Pondus. Die Geschichte beruht auf einem tatsächlich relativ frei im Zoo lebenden Königspinguin, dem dort heute auch ein Bronzedenkmal gewidmet ist.

## Kontroversen

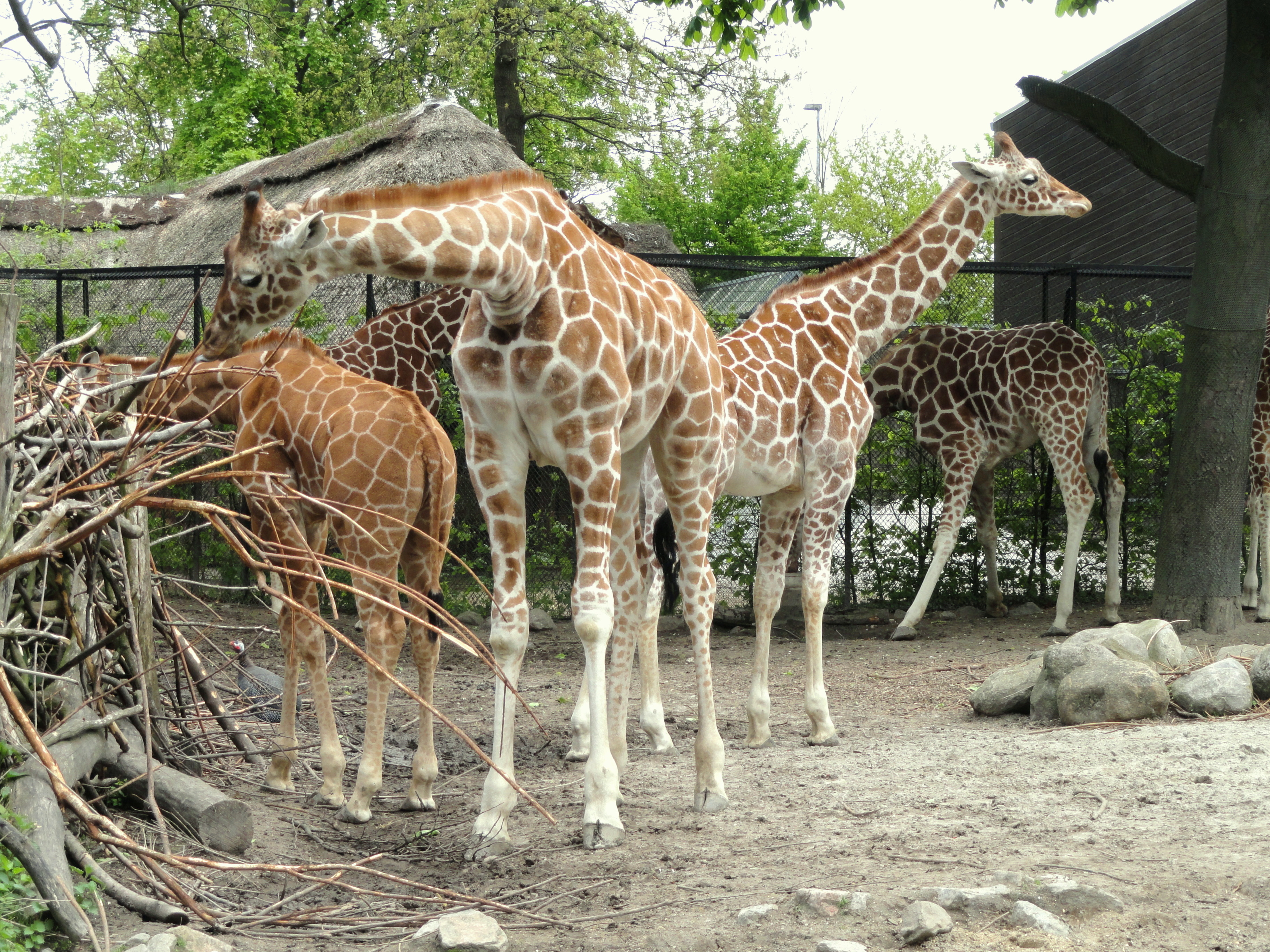
Giraffen im Zoo Kopenhagen, Mai 2012

Der Zoo geriet im Februar 2014 in die Schlagzeilen, als der in Kopenhagen geborene Giraffenbulle Marius wegen Inzuchtgefahr getötet wurde. Das 18 Monate alte Tier wurde am 9. Februar per Kopfschuss getötet, vor dem Zoopublikum zerlegt und anschließend an die Löwen verfüttert. In Online-Petitionen und dem sozialen Netzwerk Facebook sprachen sich tausende Menschen gegen die Tötung aus. Der wissenschaftliche Direktor des Zoos, Bengt Holst, begründete das Vorgehen auf der Internetseite des Tiergartens damit, dass Kopenhagen Teil eines internationalen Zuchtprogramms für Giraffen sei, das streng darauf achte, dass sich nur solche Giraffen paaren, die nicht miteinander verwandt sind, um die genetische Vielfalt der Population in den Zoos zu erhalten. Nach diesen Regeln müsse man Marius töten, um die Gesundheit der Giraffenpopulation in Europas Zoos zu erhalten. Holst erhielt daraufhin mehrere Morddrohungen. Unterstützung erhielt er dagegen von deutschen Zoodirektoren. Das Vorgehen sei korrekt gewesen und außerdem sei es auch in Deutschland durchaus üblich, Zootiere an andere Zootiere zu verfüttern. Im März 2014 tötete der Zoo vier der Löwen, an die die Giraffe verfüttert worden war. Es handelte sich um zwei ältere Zuchtlöwen und deren Nachwuchs, der Zoo wollte damit Platz für eine neue Generation schaffen.

## Galerie

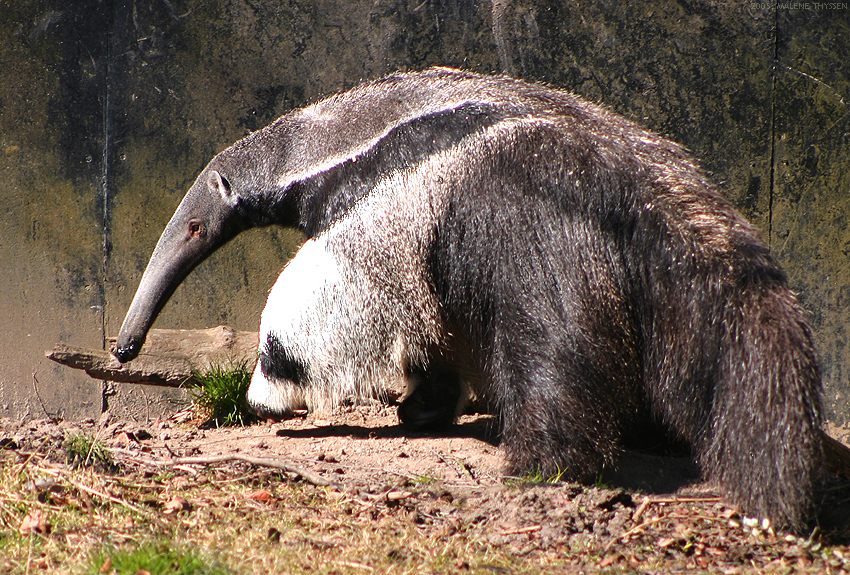
Großer Ameisenbär (Myrmecophaga tridactyla) im Kopenhagener Zoo
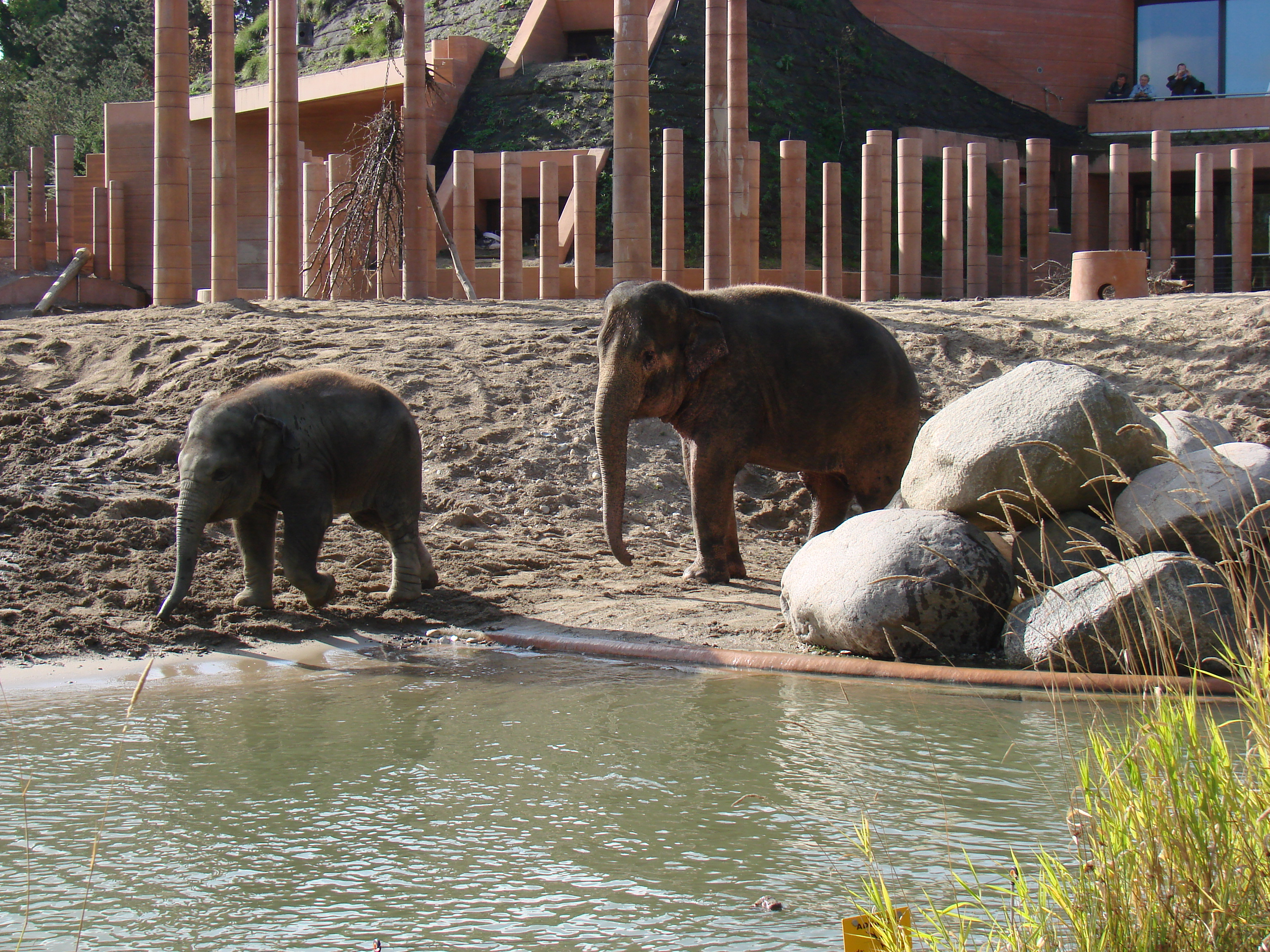
Asiatische Elefanten (Elephas maximus) im Außengelände des Elefantenhauses vom Schlosspark fotografiert.
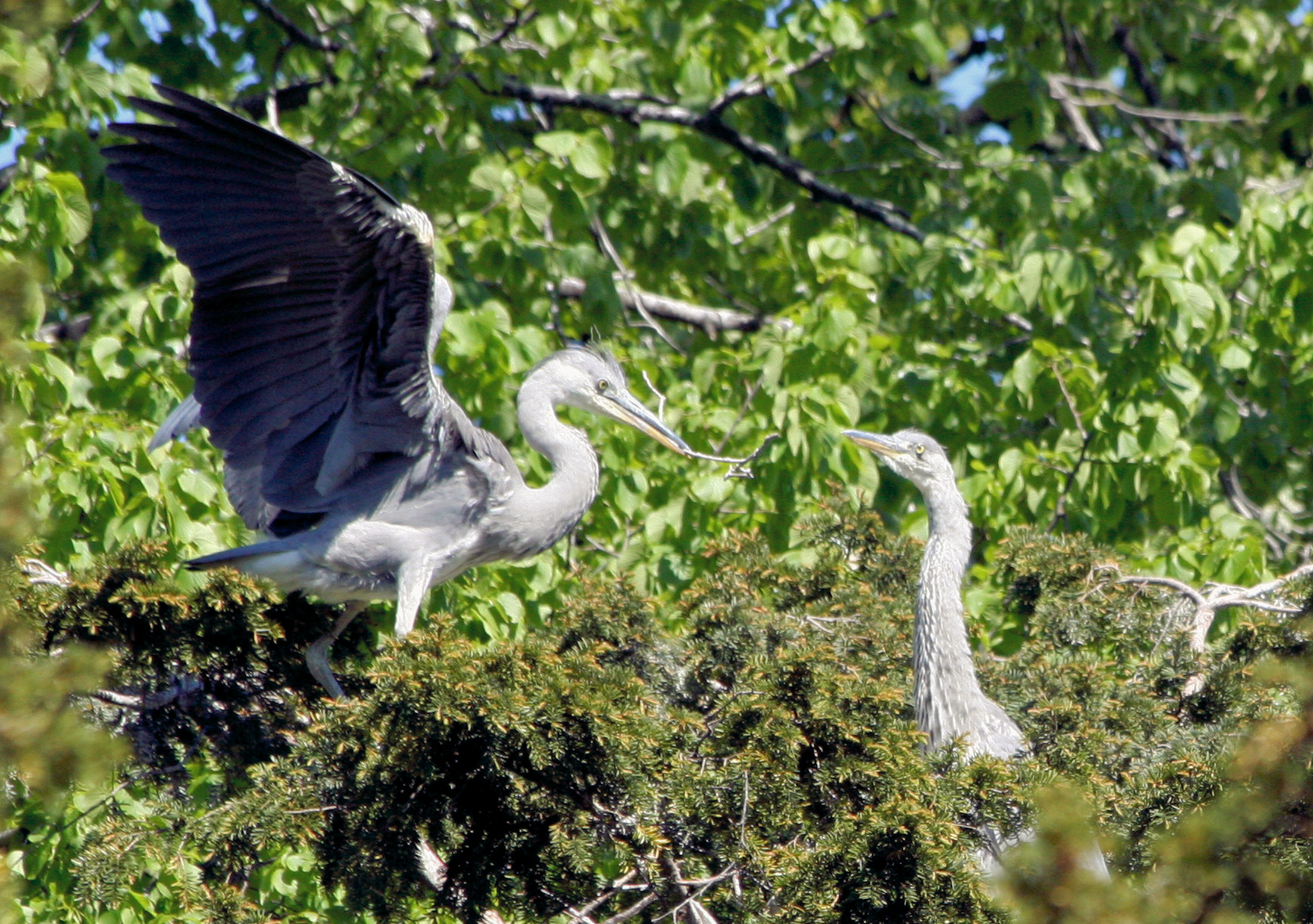
Graureiher (Ardea cinerea) beim Nestbau im Park Frederiksberg Have